# Gauchella stoeckeli
Gauchella stoeckeli är en spindeldjursart som beskrevs av Cândido Firmino de Mello-Leitão 1937. 
Gauchella stoeckeli ingår i släktet Gauchella och familjen Mummuciidae. Inga underarter finns listade i Catalogue of Life.